# 完美犯罪
“完美犯罪”（日语：／）是形容不为社会大众所察觉、或无法使犯人落网的犯罪。一种观点是，若一起事件不曾被视为犯罪，则它不应冠以完美犯罪之名，例如各國存在很廣泛的政治腐敗，因為法律是自己定的，只要設定法律的解釋空間，使得某些行為雖然違背常理卻一切合法，而政府涉案人士通常可獲得無罪判決，但這樣的案子通常不被稱作完美犯罪。
完美犯罪是推理小说和电视剧集的题材之一，基本可以分为犯案时使用难解的诡计、或者重视现实性即事后的掩盖两种。不少中譯日系推理作品中則常直接使用和製漢語詞彙“完全犯罪”。

## 概要
完美犯罪一词常在符合一部分乃至全部的下述条件的场合使用：
- 犯罪没有为社会所知
- 无法找到被害者
- 无法判定加害者
- 无法找到证据（被捕而逃脫）
- 无法解开诡计（先進的犯案手法等）
- 法律无法制裁（钻法律的漏洞等特殊情况、超过法律时效）
- 无法抓捕加害者（超出該國警察调查范围，或找到时犯罪者已自然死亡（不是自殺）等）
- 犯罪所得不被查扣沒收（对于侵犯财产权的犯罪，若保有的犯罪所得特别巨大，犯人甚至即使被捕也可以算成功）

对犯罪者来说则是以下則一，系列犯罪者，以仍能達到為標準：
- 持續逃亡
- 躲藏至案件超过时效
- 證據不足获判为无罪
- 由别人背黑锅（冤案）
- 无法被起诉
- 持續保有犯罪所得

...等等形式，也有视当不再被通缉、或不再需要畏惧将受到法律制裁时，才称得上是完美犯罪的说法。
但是，即使能够逃避法律的制裁，但被周围视为犯人仍然会使人失去在社会中生存所需要的地位、名声、信用。因此，真正的完美犯罪也會導致兇嫌不得不暫時「消失」，成为半永久性的计划。由此延伸为即使被一些人发现犯案的事实，但将其杀害、隔离、收为共犯而使得大范围来说犯行仍未被发现，也能被算作完美犯罪的范畴。
在揭露几近完美犯罪的手法吸引了大众的关注造成轰动时，也可能会出现将其中的缺陷进行改良的模仿犯罪。

## 小说中的完美犯罪
完美犯罪作为经常被推理小说、电视剧集使用的题材，曾被无数前任尝试过。可是，若是真正的完美犯罪，便无法给故事一个结局，因此大多数场合都是采用最终得以揭露真相的“不完美犯罪”。另外，也有以辅线形式刻画完美犯罪的作品。甚至还有犯人的动机和背景勾起担任侦探的角色的同情心，而使得对外而言成为完美犯罪的情况，例如夏洛克·福尔摩斯就曾放走至少4名杀人犯。
很多故事采用尽管作案计划本身是完美的，却遭遇到例如几十年一遇的大型台风将本应深埋海底的证物重现人世等，因不能预测的天灾而暴露的情况。反过来，也有由于本来不可能吹起的大风将现场的足迹完全抹去等，偶然下造成完美犯罪的情形。
此外，也有比起犯罪手法（如何逃避警方的搜查等），更加注重刻画犯人心理的作品。由于受到良心的谴责和不安、或者一时冲动走向自杀的完结方式。
犯罪学家和科学家的说法是，由一个与被害人毫无瓜葛、从来就安分守法的人所犯下的事后未掠走任何物品且没有告诉过任何人的谋杀，就有可能成为一起完美犯罪。另外，也可能是在人员嘈杂的场所犯案使得证据采取的难度加大——筛选证据犹如“大海捞针”的情况。不過這樣的描寫會因為動機的設計不足，作品內容比較牽強。
就蓄意杀害来说，将现场伪装到像是自杀是常用的一种达成完美犯罪的方法。其他的犯罪则被限定到必须未被发现过。也就是说，即使它存在，它也不应该为人所知，否则就不符合它的定义。
正如一些犯罪学家及推理小说作家所提到的，很显然，无法侦破完美犯罪不应当是由于侦办人员的无能，而是犯人心思缜密的行动的成果。也就是说，重点应当放在刻画犯人摆脱追捕的能力上，而不是试图谴责相关机构的无能。

## 相关作品
- 青之炎（貴志祐介）
- 花嫁の鮮やかな完全犯罪（原作カトリーヌ・アルレー）
- 途上（谷崎潤一郎）
- 古畑任三郎“復甦之死”
- 神探可倫坡“Columbo Cries Wolf”
- 圣女的救济（東野圭吾）
- 完美犯罪 (小栗虫太郎)（小栗虫太郎）
- 无人生还（阿加莎·克里斯蒂）
- PCP -完全犯罪党- （剧中剧-爆漫王）

## 被视为完美犯罪而受到关注的现实案件
日本
- 国铁三大神秘事件（下山事件、三鹰事件、松川事件），其中三鹰事件虽已作出判决，但一直被指为冤案。
- 三亿日元抢劫事件
- 固力果·森永事件
- 松山陪酒女郎杀害事件（已破案）
- 札幌信用银行OL殺人事件
- 埼玉爱犬家连续杀人事件 （已破案，被指为冤案）
- 北九州監禁殺人事件 （已破案）
- 井之头公园碎尸杀人案
- 世田谷一家杀害事件
- 《撒旦詩篇》日文版譯者被殺事件

英国
- 开膛手杰克
- 布莱顿箱尸谋杀案

美国
- 黃道十二宮殺手
- 黑色大丽花悬案
- 貝特希·阿德斯馬謀殺案
- D·B·庫柏劫機案

中国大陆
- 南京大學碎屍案
- 邱庆枫事件

香港
- 尖沙咀温莎大厦女裸尸案
- 伊利莎伯大厦花槽藏双尸命案
- 基真小學女童墮樓事件

臺灣
- 洪若潭命案
- 陳文成命案
- 尹清楓命案
- 八德乡灭门血案
- 劉邦友血案
- 林宅血案
- 彭婉如命案

韩国
- 李亨浩誘拐殺害事件
- 青蛙少年事件